# Marine Hugonnier
Marine Hugonnier (París, França, 1969) és una artista francesa.
Va estudiar Filosofia entre els anys 1991 i 1993 a la Université de Paris. Va continuar els seus estudis de postgrau en Antropologia a la Universitat de Nanterre. Més tard va estudiar art al Fresnoy Studio National des Arts Contemporaines de Lille, França. Ha exposat internacionalment, amb exposicions individuals a Villa Romana (Florencia), Kunstverein (Brauschweig, Alemanya), Die Tankstelle (Berlin), Konsthall Malmo, (Malmo, Suecia), Frac Champagne-Ardenne (Reims, Franca), Galeria Nogueras Blanchard (Barcelona) i la Biennal de Venècia 2007.